# Rubtsovsk
Rubtsovsk (russisk: Рубцовск, tr. Rubtsovsk) er en by i Altaj kraj i Sibiriske føderale distrikt i Den Russiske Føderation. Rubtsovsk har 123.379 (2024) indbyggere og var tidligere et vigtigt center for maskinbygning i det vestlige Sibirien. Byen er opkaldt efter grundlæggeren, Mikhail Aleksejevitj Rubtsov, der udvandrede fra Samara og bosatte sig i området. Rubtsovsk blev grundlagt i 1892 .

## Geografi
Rubtsovsk ligger i Obs afvandingsområde, på venstre bred af Obs biflod Alej, 300 km sydvest for Barnaul. Byen ligger 40 km fra grænsen til Kasakhstan.
Terrænet er fladt, på højre side af floden er der lavtliggende og flodsletter. Flodsletten består af græsarealer, bevokset med halvgræsser, padderokker, ranunkel og græs. Inden for bygrænsen forekommer harer, jordegern, mus, råger, måger og lærker. Undergrunden består af sand, grus, knust sten og malm. I nærheden af Rubtsovsk er flodsletten oppløjet og der dyrkes korn, meloner og industriafgrøder. Markerne adskilles af mindre plantager.

### Klima
| J F M A M J J A S O N D 19 −11 −21 17 −10 −21 18 −3 −14 23 10 −1 33 20 6 35 26 12 53 28 14 38 25 12 26 20 6 34 9 −1 29 −2 −11 22 −9 −18 Gennemsnitlige max. og min. temperaturer i °C Nedbørsmængde i mm Kilde: Rubtsovsk, climate-data.org |            |           |          |         |          |          |          |         |         |           |           |
| J | F          | M         | A        | M       | J        | J        | A        | S       | O       | N         | D         |
| 19 −11 −21 | 17 −10 −21 | 18 −3 −14 | 23 10 −1 | 33 20 6 | 35 26 12 | 53 28 14 | 38 25 12 | 26 20 6 | 34 9 −1 | 29 −2 −11 | 22 −9 −18 |
| Gennemsnitlige max. og min. temperaturer i °C |            |           |          |         |          |          |          |         |         |           |           |
| Nedbørsmængde i mm |            |           |          |         |          |          |          |         |         |           |           |
| Kilde: Rubtsovsk, climate-data.org |            |           |          |         |          |          |          |         |         |           |           |

| J                                             | F          | M         | A        | M       | J        | J        | A        | S       | O       | N         | D         |
| 19 −11 −21                                    | 17 −10 −21 | 18 −3 −14 | 23 10 −1 | 33 20 6 | 35 26 12 | 53 28 14 | 38 25 12 | 26 20 6 | 34 9 −1 | 29 −2 −11 | 22 −9 −18 |
| Gennemsnitlige max. og min. temperaturer i °C |            |           |          |         |          |          |          |         |         |           |           |
| Nedbørsmængde i mm                            |            |           |          |         |          |          |          |         |         |           |           |
| Kilde: Rubtsovsk, climate-data.org            |            |           |          |         |          |          |          |         |         |           |           |

Rubtsovsk har tempereret fastlandsklima. Den koldeste måned er januar med en gennemsnitstemperatur på -16,3 °C. Den varmeste måned er juli med en gennemsnitstemperatur på 20,9 °C. Den gennemsnitlige temperatur på års basis er 2,7 °C. Den gennemsnitlige årlige nedbør er 347 mm.

## Historie
Rubtsovsk blev grundlagt i 1892  som landsbyen Rubtsovo (Рубцово), senere Rubtsovka, opkaldt efter den første bosætter Mikhail Aleksejevitj Rubtsov, der kom fra Samara guvernement. I 1892 fik indbyggerne ret til at anvende jorden, og året betragtes som tidspunktet for grundlæggelse af byen.
I 1915 åbnede jernbanen Novosibirsk - Barnaul - Semipalatinsk (nu i Kasakhstan). Jernbanen blev senere en del af Turkestano-Sibírskaja jernbane, også kendt som Turksib. Ved anlæggelsen fik Rubtsovsk en jernbanestation, der medførte en hurtig økonomisk vækst.
I 1927 fik Rubsovsk bystatus.
Under den store fædrelandskrig krig flyttedes en landbrugsmaskinfabrik fra Odessa og en traktorfabrik fra Kharkov til Rubtsovsk. Som følge heraf voksede Altajskij traktornyj zavod og befolkningen i byen flere gange.

### Befolkningsudvikling
| År   | Indbyggere |
| ---- | ---------- |
| 1939 | 37.709     |
| 1959 | 111.357    |
| 1970 | 144.951    |
| 1979 | 157.082    |
| 1989 | 171.792    |
| 2002 | 163.063    |
| 2010 | 147.002    |

Note: Data fra folketællinger

## Økonomi
De største industrielle virksomheder i byen er træforarbejdningsvirksomheden "Rubtsovskij LDK", der er en del Altajles, Rubtsovsk filialen af Uralvagonzavod, der er en stor producent af militært udstyr, Rubtsovsk filialen af Altajvagon, der producerer godsvogne og traktorfabrikken Zavod Altaj traktor og andre landbrugs-, køretøjs- og ingeniørvirksomheder. Derudover findes letindustri, fødevareindustrien og produktion af byggematerialer i Rubtsovsk.

### Transport
Byen er et vigtigt transportcenter, der forbinder Sibirien og Centralasien. Gennem Rubtsovsk går hovedvejen A322 og Barnaul - Semipalatinsk (Kasakhstan) jernbanen. Et par kilometer nordvest for byen er en forladt lufthavn, hvis genopbygningsplaner er under drøftelse.
Offentlig transport i byen består af trolleybusser, busser og minibusser. Udover offentlig transport er der flere taxitjenester i byen.

## Kultur
Tekst mangler, hjælp os med at skrive teksten

### Uddannelse
I Rubtsovsk er der en filial af Altaj tekniske universitet (Barnaul) og "Åbent regionalt universitet". Byen havde i 2002 27 mellemskoler.

## Personer fra Rubtsovsk
- Raisa Gorbatjova (1932-1999), Mikhail Gorbatjovs hustru
- Vladimir Rysjkov, politiker
- Jelena Tjalykh, cykelrytter
- Olga Kuziukova, langrendsløber